# Лесная мышь
Лесна́я мышь (лат. Apodemus uralensis) — грызун рода полевых мышей (лат. Apodemus).

## Распространение и среда обитания
Обитают в основном в широколиственных и смешанных лесах Восточной Европы, Кавказа, Турции, Северо-Востока Казахстана, на Алтае и в северном Синцьзяне. 
Лесные мыши предпочитают открытые участки леса. Кроме лесов живут в степных и альпийских биотопах, на каменистых россыпях, а также в агроценозах. На Памире встречаются до высоты 3500 м. Селится в естественных укрытиях, но может рыть норы.

## Описание
Лесная мышь среднего размера, но заметно крупнее домовой мыши. Длина тела составляет 10 см. Хвост примерно равен длине тела. Голова и глаза сравнительно крупные. Длина уха — 1,4—2,2 см. Длина задней ступни составляет 1,8—2,35 см (обычно менее 2,3). Относительно небольшой череп характеризуется удлинённой носовой частью (длина диастемы — 0,28 кондилобазальной длины черепа).
Окраска верха тела рыжевато-серая. Брюшко светлое. На груди у некоторых особей может быть небольшое жёлтое пятно. 

## Питание и вред
Питаются как растительной (семена, зелёные части растений), так и животной (насекомые) пищей. В зависимости от времени года в рационе преобладает тот или иной тип корма. Наносит серьёзный вред, поедая семена и всходы деревьев. Особенно сильно вредит в плодовых питомниках и лесопосадках.
Носитель возбудителей клещевого энцефалита, бруцеллеза, туляремии, сибирской язвы и других заболеваний.

## Естественные враги
На лесных мышей охотятся совы, лисицы, куницы, горностаи, ласки. Лисицы чаще всего охотятся на взрослых мышей, тогда как совы предпочитают молодых особей с менее развитой мускулатурой. Иногда на них охотятся некоторые виды змей, крупные насекомоядные птицы и даже домашние кошки, забредшие в лес.